# Giro dei Paesi Baschi 2002
Il Giro dei Paesi Baschi 2002, quarantaduesima edizione della corsa, si svolse dal 8 al 12 aprile 2002 su un percorso di 755,2 km ripartiti in cinque tappe (l'ultima suddivisa in 2 semitappe). Fu vinto da Aitor Osa, davanti a David Etxebarria e Gonzalo Bayarri.

## Squadre e corridori partecipanti
| N.    | Cod. | Squadra          |
| ----- | ---- | ---------------- |
| 1-8   | LAM  | Lampre-Daikin    |
| 11-18 | FAS  | Fassa Bortolo    |
| 21-28 | TEL  | Team Telekom     |
| 31-38 | RAB  | Rabobank         |
| 41-48 | MAP  | Mapei-Quick Step |
| 51-58 | LOT  | Lotto-Adecco     |
| 61-68 | BAN  | iBanesto.com     |
| 71-78 | COF  | Cofidis          |
| 81-88 | ONC  | ONCE             |
| 91-98 | ALE  | Alessio          |

| N.      | Cod. | Squadra                  |
| ------- | ---- | ------------------------ |
| 101-108 | KEL  | Kelme-Costa Blanca       |
| 111-118 | SCS  | Team CSC Tiscali         |
| 121-128 | EUS  | Euskaltel-Euskadi        |
| 131-138 | SAE  | Saeco-Longoni Sport      |
| 141-148 | COA  | Team Coast               |
| 151-158 | A2R  | Ag2R Prevoyance          |
| 161-168 | REL  | Relax-Fuenlabrada        |
| 171-178 | JAZ  | Jazztel-Costa De Almeria |
| 181-188 | GER  | Team Gerolsteiner        |

## Tappe
| Tappa  | Data      | Percorso                               | km    | Vincitore di tappa | Leader cl. generale |
| ------ | --------- | -------------------------------------- | ----- | ------------------ | ------------------- |
| 1ª     | 8 aprile  | Zalla > Zalla                          | 139   | Beat Zberg         | Beat Zberg          |
| 2ª     | 9 aprile  | Zalla > Vitoria-Gasteiz                | 183   | César García       | Beat Zberg          |
| 3ª     | 10 aprile | Vitoria-Gasteiz > Altsasu              | 170   | Aitor Osa          | Aitor Osa           |
| 4ª     | 11 aprile | Altsasu > Villabona                    | 154   | Franco Pellizotti  | Aitor Osa           |
| 5ª-1ª  | 12 aprile | Villabona > Elgoibar                   | 94    | David Etxebarria   | Aitor Osa           |
| 5ª-2ª  | 12 aprile | Elgoibar > Elgoibar (Cron.individuale) | 15,2  | David Etxebarria   | Aitor Osa           |
| Totale | Totale    | Totale                                 | 755,2 |                    |                     |

## Classifiche finali

### Classifica generale
| Pos. | Corridore        | Squadra                  | Tempo     |
| ---- | ---------------- | ------------------------ | --------- |
| 1    | Aitor Osa        | iBanesto.com             | 18h04'53" |
| 2    | David Etxebarria | Euskaltel-Euskadi        | a 2'36"   |
| 3    | Gonzalo Bayarri  | Jazztel-Costa De Almeria | a 2'53"   |
| 4    | Michael Boogerd  | Rabobank                 | a 3'09"   |
| 5    | Mario Aerts      | Lotto-Adecco             | a 3'54"   |